# Diocesi di Gracias

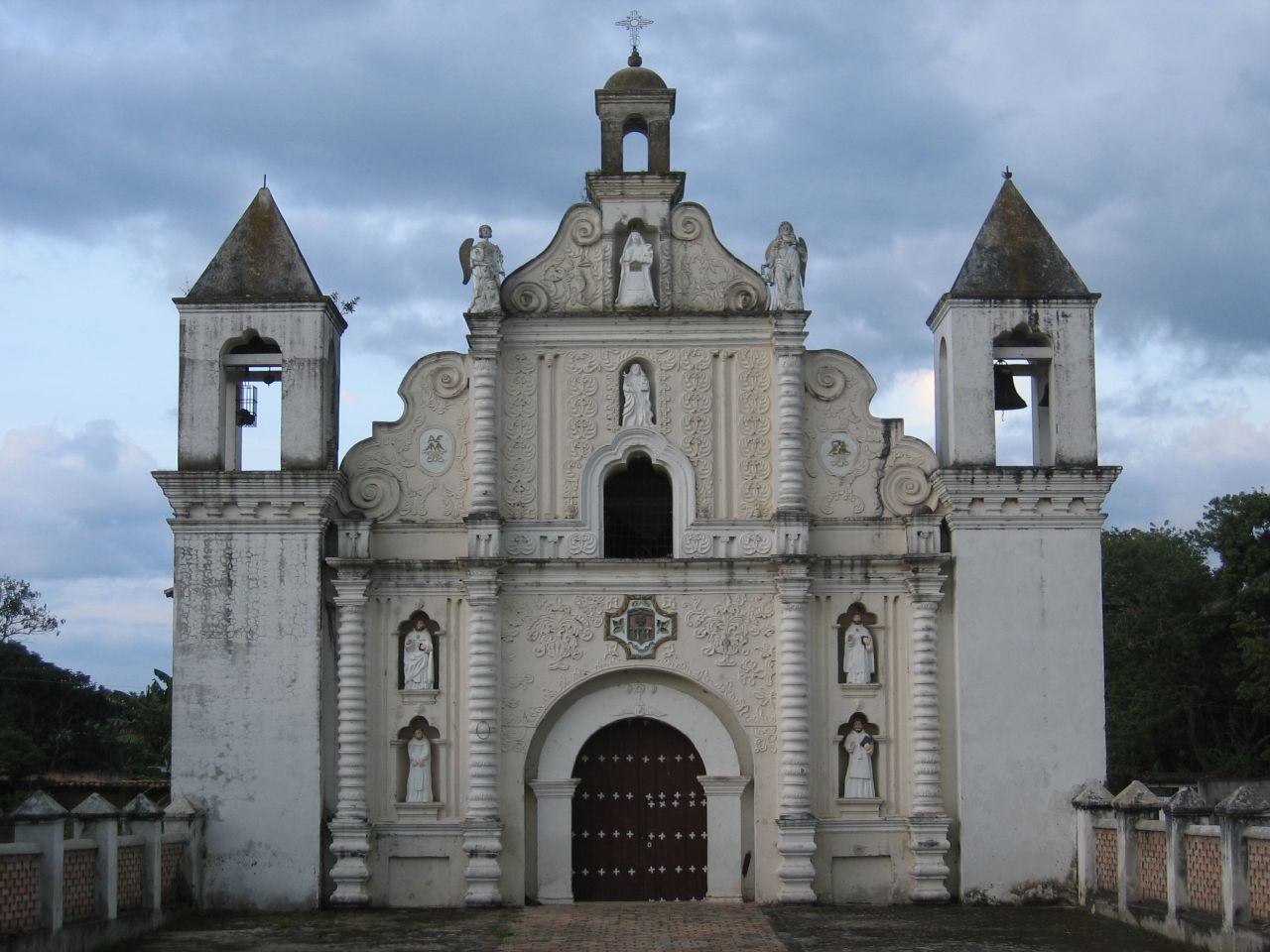
La chiesa della Mercede di Gracias, risalente agli inizi del XVII secolo.

La diocesi di Gracias (in latino: Dioecesis Gratiarum) è una sede della Chiesa cattolica in Honduras suffraganea dell'arcidiocesi di San Pedro Sula. Nel 2021 contava 515.370 battezzati su 574.693 abitanti. È retta dal vescovo Walter Guillén Soto, S.D.B.

## Territorio
La diocesi comprende i dipartimenti honduregni di Lempira e Intibucá nella parte occidentale del Paese.
Sede vescovile è la città di Gracias, dove si trova la cattedrale di San Marco evangelista.
Il territorio si estende su una superficie di 7.357 km² ed è suddiviso in 21 parrocchie.

## Storia
La diocesi è stata eretta il 27 aprile 2021 da papa Francesco con la bolla Qui ad augendum, ricavandone il territorio dalla diocesi di Santa Rosa de Copán.
Originariamente suffraganea dell'arcidiocesi di Tegucigalpa, il 26 gennaio 2023 è entrata a far parte della provincia ecclesiastica di San Pedro Sula.

## Cronotassi dei vescovi
Si omettono i periodi di sede vacante non superiori ai 2 anni o non storicamente accertati.
- Walter Guillén Soto, S.D.B., dal 27 aprile 2021

## Statistiche
La diocesi nel 2021 su una popolazione di 574.693 persone contava 515.370 battezzati, corrispondenti all'89,7% del totale.
| anno | popolazione | popolazione | popolazione | presbiteri | presbiteri | presbiteri | presbiteri                | diaconi | religiosi | religiosi | parrocchie |
| anno | battezzati  | totale      | %           | numero     | secolari   | regolari   | battezzati per presbitero | diaconi | uomini    | donne     | parrocchie |
| ---- | ----------- | ----------- | ----------- | ---------- | ---------- | ---------- | ------------------------- | ------- | --------- | --------- | ---------- |
| 2021 | 515.370     | 574.693     | 89,7        | 28         | 28         |            | 18.406                    |         |           | 22        | 21         |